# Phil Goldstone
Phil Goldstone (Polen, 22 februari 1893 – Los Angeles, 19 juni 1963) was een in Polen geboren Amerikaanse filmproducent en filmregisseur.

## Biografie
Goldstone werd geboren op 22 februari 1893 in Polen. Hij verhuisde naar de Verenigde Staten, waar hij rijk werd als vastgoedontwikkelaar in Palm Springs (Californië).
In de jaren twintig werd hij actief in de filmindustrie. Hij richtte Phil Goldstone Productions op en produceerde films zoals Deserted at the Altar (1922), The Verdict (1925), Lost at Sea (1926) en een aantal westerns met Franklyn Farnum in de hoofdrol. In de jaren dertig was hij betrokken bij lowbudget-filmstudio's zoals Majestic Pictures en Tiffany Pictures. Hij produceerde meer dan 70 films, voornamelijk B-films maar ook enkele grotere pre-Code horrorproducties zoals White Zombie (1932) en The Vampire Bat (1933).
Goldstone overleed op 19 juni 1963 in Los Angeles aan longkanker.

## Filmografie (selectie)

### Als regisseur
- A Western Adventurer (1921)
- Montana Bill (1921)
- Once and Forever (1927)
- Backstage (1927)
- The Girl from Gay Paree (1927)
- Snowbound (1927)
- Wild Geese (1927)
- The Sin of Nora Moran (1933)
- Damaged Goods (1937)

### Als producent
- The Firebrand (1922)
- Deserted at the Altar (1922)
- The Cub Reporter (1922)
- Wildcat Jordan (1922)
- Lucky Dan  (1922)
- His Last Race (1923)
- The White Panther (1923)
- Danger Ahead (1923)
- Her Man (1924)
- The Sword of Valor (1924)
- The Other Kind of Love (1924)
- The Virgin (1924)
- The Cowboy and the Flapper (1924)
- Fighter's Paradise (1924)
- Marry in Haste (1924)
- The Torrent (1924)
- Do It Now (1924)
- The Martyr Sex (1924)
- Soiled (1925)
- The Silent Guardian (1925)
- The Wild Girl (1925)
- Three in Exile (1925)
- Brand of Cowardice (1925)
- Pals (1925)
- The Reckless Sex (1925)
- Lost at Sea (1926)
- The Medicine Man (1930)
- Sunny Skies (1930)
- Hot Curves (1930)
- Murder at Midnight (1931)
- The Pocatello Kid (1931)
- Arizona Terror (1931)
- The Drums of Jeopardy (1931)
- Two Gun Man (1931)
- Alias – the Bad Man (1931)
- The Single Sin (1931)
- Caught Cheating (1931)
- Morals for Women (1931)
- Hell Fire Austin (1932)
- White Zombie (1932)
- Whistlin' Dan (1932)
- The Crusader (1932)
- The World Gone Mad (1933)
- Sing Sinner Sing (1933)
- The Vampire Bat (1933)
- What Price Decency (1933)
- Curtain at Eight (1933)
- Unknown Blonde (1934)
- O'Shaughnessy's Boy (1935)
- Last of the Pagans (1935)
- Woman Wanted (1935)
- Age of Indiscretion (1935)
- Yukon Flight (1940)
- Sky Bandits (1940)

- Biblioteca Nacional de España: XX4854879
- Bibliothèque nationale de France: cb16194191d (data)
- Library of Congress Control Number: no90017052
- Virtual International Authority File: 21703479